# نيكوتين
النيكوتين هو مركب عضوي شبه قلوي وسام. يوجد في الطبيعة في جميع أجزاء نبات التبغ، مع تركيز أكبر في الأوراق على شكل سيترات أو مالات. يشكل من 0.3% إلى 5% من النبات بالوزن الجاف، والتركيب الحيوي يوجد في الجذور، ويجمع في الأوراق. يوجد النيكوتين كذلك، إلى جانب التبغ، في الطماطم، البطاطس، الفلفل الأخضر، والباذنجان وغيرها. كما أنه يوجد أيضاً في أوراق نبات الكوكا.
تستخدم النباتات وخاصة التبغ النيكوتين كوسيلة للدفاع عن نفسها ضد الحشرات.

## الوصف الكيميائي
النيكوتين سائل زيتي القوام ذو رائحة قوية وطعم حار محرق، عديم اللون عندما يكون نقياً، يصفر لونه بالهواء والنور، ثم يصبح بنياً فيما بعد.
النيكوتين ذواب في الماء، كثير الانحلال في المحلات العضوية، وهو قلوي طيار.
لنيكوتين هو مادة سامة لو أخذ بجرعات عالية فإنه يقتل الإنسان، والسبب هو شلل جهاز التنفس لدي الفرد المصاب بهذا النوع من التسمم.
المدخن يأخذ عادة جرعات قليلة من النيكوتين والتي يستطيع الجسم أن يتعامل معها علي الفور بتكسيرها إلى مركبات أخرى يمكن له التخلص منها وإخراجها خارجه قبل أن تلحق الضرر المميت به. والجرعة الأولي من النيكوتين تجعل الفرد متنبه ومتحفز بينما الجرعات التالية تؤدي إلى السكينة والشعور بالهدوء.
تناول النيكوتين بكميات كبيرة من خلال التدخين يمكن أن يؤدي إلى الشعور بالدوخة وإحساس بالألم في المعدة عند المدخنين المبتدئين أو حتى الذين يدخنون لفترة طويلة من الوقت.
كما أن ضربات القلب تزداد بصورة ملحوظة لدي صغار السن من المدخنين بمعدل 3 ضربات زائدة عن المعدل الطبيعي قياسا بغير المدخنين لنفس السن. والنيكوتين يؤدي إلى تدني درجة حرارة الجسم، كما أنه يقلل من تدفق الدماء إلى الأعضاء الطرفية مثل الساق والقدم.
النيكوتين يلعب دور كبير في زيادة أمراض القلب لدي المدخنين وأيضا زيادة الإصابة بالجلطات الدماغية، لأن النيكوتين يعتبر مادة قوية قابضة للأوعية الدموية، مما يدعو الكثير من أطباء جراحة الأوعية الدموية لرفض القيام بأي عمليات جراحية علي تلك الأوعية المريضة وحتى يتوقف المريض عن التدخين لفترة طويلة قد تستعيد فيها تلك الأوعية الحالة التي كانت عليها من قبل التدخين.
إضافة إلى ذلك فإن النيكوتين يستطيع الوصول إلى الدماغ قبل دخوله الكبد مما يؤدي إلى زيادة من تأثيره الضار للجهاز العصبي المركزي.

## البنية الكيميائية
هو قلويد أساسي غير أوكسيجيني، يحتوي على نواة بيريدين ونواة مثيل بيروليدين.

## التخزين
تحت النيتروجين في درجة حرارة أقل من 25؛، بعيداً عن الضوء والرطوبة.

## الاعتماد
يترافق الاعتماد على النيكوتين غالباً مع تدخين السجائر، يشخص مثل هذا الاعتماد بالرغبة القوية لمتابعة تناول المادة (اعتماد فيزيائي ونفسي عليها)، وظهور تناذر الامتناع (الانسحاب) الوصفي abstinence syndrome عند الانسحاب.

## التأثيرات الجانبية والمعالجة
يعتبر النيكوتين مادة عالية السمية، ويمكن حدوث الموت نتيجة التسمم الحاد خلال بضعة دقائق تبعاً للقصور التنفسي الناتج عن شلل العضلات التنفسية. تقدر الجرعة السمية له عند البالغين من 30 - 60 ملغ.
يسبب التسمم الأقل حدة تنبه بدئي يتلوه تثبيط للجملة العصبية المركزية. تتضمن الأعراض الموضعية: حروق في الفم والحلق، غثيان، ألم بطني، قيء، اسهال، دوار، فرط المقوية يليه نقص المقوية، تشوش ذهني، صداع، اضطراب السمع والرؤية، وقف التنفس، ضعف، اختلاجات، تعرق وإعياء، يمكن أن يحدث توقف قلب عابر أو ارتجاف أذيني انتيابي.
يمتص النيكوتين بسرعة عبر الجلد وبالاستنشاق وبالتناول، ويمكن أن تحدث سمية النيكوتين نتيجة عدم الحذر في التعامل معه عندما يستعمل كمبيد حشري زراعي.
أن المعالجة الفورية للتسمم بالنيكوتين ضرورية وأساسية، وإذا حصل تماس مع الجلد فيجب إزالة الثياب الملوثة كما يجب أن يغسل الجلد بشكل جيد بالماء البارد وبدون فرك، أما إذا ابتلع المريض النيكوتين فيمكن أن يكون للغسيل المعدي ولتناول الفحم الفعال فائدة في العلاج. تكون المعالجة عمومًا داعمة وتتضمن دعم التنفس وضبط الاختلاجات، ويمكن أن يستخدم الأتروبين لتثبيط التنبيه المحاكي للودي.
بعيداً عن التأثيرات المذكورة أعلاه، فإن هناك تأثيرات جانبية أخرى مترافقة مع المستحضرات المعاوضة للنيكوتين، وتتضمن الزكام وأعراض شبيهة بالإنفلونزا، والخفقان، والأحلام المشرقة ، والألم العضلي، والألم الصدري، وتغيرات في ضغط الدم، والقلق، وفرط التهيج، والطمث، كما سجلت تفاعلات حساسية. تتضمن التأثيرات المرافقة لبعض المحضرات الخاصة: تفاعلات جلدية بالبخّات العابرة للجلد تهيج أنفي، ورعاف، وسيلان للدمع.

## مقارنة بين وسائل ادخال النيكوتين والمدة الزمنية اللازمة لكي يصل النيكوتين إلى أعلى تراكيزه في بلازما الدم
| طريقة الإدخال       | التركيز الأقصى في بلازما الدم بعد التعاطي بالكميات المعطاة أعلاه | المدة اللازمة للوصول إلى التركيز الأقصى |
| ------------------- | ---------------------------------------------------------------- | --------------------------------------- |
| السجائر الكلاسيكية  | 13.4 نانوغرام لكل ميلي لتر (المتوسط من 6.5 إلى 20.3)             | 14.3 دقيقة (بمتوسط 8.8 إلى 19.9)        |
| السجائر الالكترونية | 1.3 نانوغرام لكل ميلي لتر (المتوسط من 0.0 إلى 2.6)               | 19.6 دقيقة (المتوسط من 4.9 إلى 34.2)    |
| الشم                | 2.1 نانوغرام لكل ميلي لتر (المتوسط من 1.0 إلى 3.1)               | 32 دقيقة (المتوسط من 18.7 إلى 45.3)     |

## التحذيرات
لا ينبغي استخدام النيكوتين عند المرضى الذين تعرضوا حديثاً لحوادث وعائية دماغية، كما ينبغي استعماله بحذر عند مرضى الأمراض القلبية الوعائية، ويجب تجنبه تماماً عند مرضى الأمراض القلبية الوعائية الشديدة وخاصة خلال فترة احتشاء العضلة القلبية، اللانظميات الحادة، والذبحة الانتيابية غير الثابتة.
يجب استخدامه بحذر عند الذين يعانون من اضطرابات الغدد الصماء والتي تتضمن : فرط اليود، والسكر البولي، وأمراض القرحة الهضمية.

## مضادات الاستطباب
الحمل والإرضاع. ولا ينبغي استخدام اللبخات على الجلد المصاب.
التداخلات :
يقلل تدخين التبغ من الأنزيمات الكبدية الاستقلابية وكذلك تتغير الحركيات الدوائية للكثير من الأدوية عند المدخنين.
الحرائك الدوائية :
الامتصاص : يمتص النيكوتين عبر الأغشية المخاطية والجلد بسهولة لأنه عالي الحلولية في الدسم.
التوافر الحيوي : إن التوافر الحيوي للنيكوتين الفموي منخفض نتيجة استقلابه في المرور الكبدي الأول بشكل مرتفع.
التوزع : يتوزع النيكوتين بشكل واسع في الجسم وهو يعبر المشيمة ويظهر في حليب الصدر.
العمر النصفي للإطراح : 1 - 2 ساعة.
الاستقلاب : يستقلب بشكل رئيسي في الكبد إلى cotinine و nicotine-N-oxide ويتم طرح مستقلباته في البول.

## آلية التأثير
إن التأثير الفيزيولوجي الرئيسي للنيكوتين ان هو ايقاف عمل أحد وظائف الأعصاب وهي الوظيفة (الودية واللاودية) حيث يعمل على ايقافها وبالتالي يسبب الشلل التام لجسم الإنسان. علما ان النيكوتين لا يفرز في جسم الأنسان.

## الاستعمال
تستخدم علكة النيكوتين، اللصوقات، أقراص المص، الأقراص المنحلة، البخاخ الأنفي أو النشوقات كعوامل مساعدة لوقف التدخين.
مرض الزهايمر : إن استخدام النيكوتين كمنبه كولينرجي هو واحد من العديد من الطرق المدروسة للتغلب على نقص الكولين في الدماغ في مرض الزهايمر، ولكن الدراسات التي استخدمت لبخات النيكوتين كانت ذات مدة محدودة ونتائج غير كاملة.

## المرجع
مقرر علم العقاقير 2 (منشورات جامعة دمشق)
Martindale 1999"